# Regnéville-sur-Meuse
Regnéville-sur-Meuse – miejscowość i gmina we Francji, w regionie Grand Est, w departamencie Moza.
Według danych na rok 1990 gminę zamieszkiwały 34 osoby, a gęstość zaludnienia wynosiła 9 osób/km² (wśród 2335 gmin Lotaryngii Regnéville-sur-Meuse plasuje się na 1011. miejscu pod względem liczby ludności, natomiast pod względem powierzchni na miejscu 1113.).